# Manuela Sangiorgi
Manuela Sangiorgi (* 22. Januar 1972 in Imola) ist eine italienische Kommunalpolitikerin des Movimento 5 Stelle.
Sangiorgi machte 1989 einen Abschluss in Buchhaltung am ITC L. Paolini in Imola. Von 1990 bis 2003 war sie selbständig im Holzhandel tätig, anschließend war sie bis 2018 Leiterin der Unione Italiana del Lavoro in Imola. 
2013 wurde sie in den Stadtrat von Imola gewählt und am 24. Juni 2018 gewann sie – als erste Frau in der Geschichte der Stadt – die Wahl zum Bürgermeister. Sie blieb bis 29. Oktober 2019 im Amt.